# Rudolf Brunnengräber
Rudolf Brunnengräber (* 1. November 1836 in Schwerin; † 3. Oktober 1897 ebenda) war ein Senator und Fabrikbesitzer in Schwerin sowie Mitglied des Reichstags des Deutschen Kaiserreichs.

## Leben
Rudolf Brunnengräber war ein Sohn des Schweriner Seifenfabrikanten Heinrich Hermann Albrecht Brunnengräber. Der Apotheker und pharmazeutische Unternehmer Christian Brunnengräber war sein älterer Bruder.
Brunnengräber war Besitzer einer Eisenwarenfabrik in Schwerin. Von 1886 bis 1897 gehörte er dem Magistrat der Stadt Schwerin an. Er unterstützte insbesondere den Ausbau der Wasserstraßen in Mecklenburg.
Im Mai 1889 gewann er für die Nationalliberale Partei eine Ersatzwahl im Reichstagswahlkreis Großherzogtum Mecklenburg-Schwerin 2 (Schwerin, Wismar) und gehörte dem Reichstag bis zum Ende der Legislaturperiode im Februar 1890 an.